# Protonebula tripunctaria
Protonebula tripunctaria là một loài bướm đêm trong họ Geometridae.